# Johann Hoffmann (Theaterdirektor)

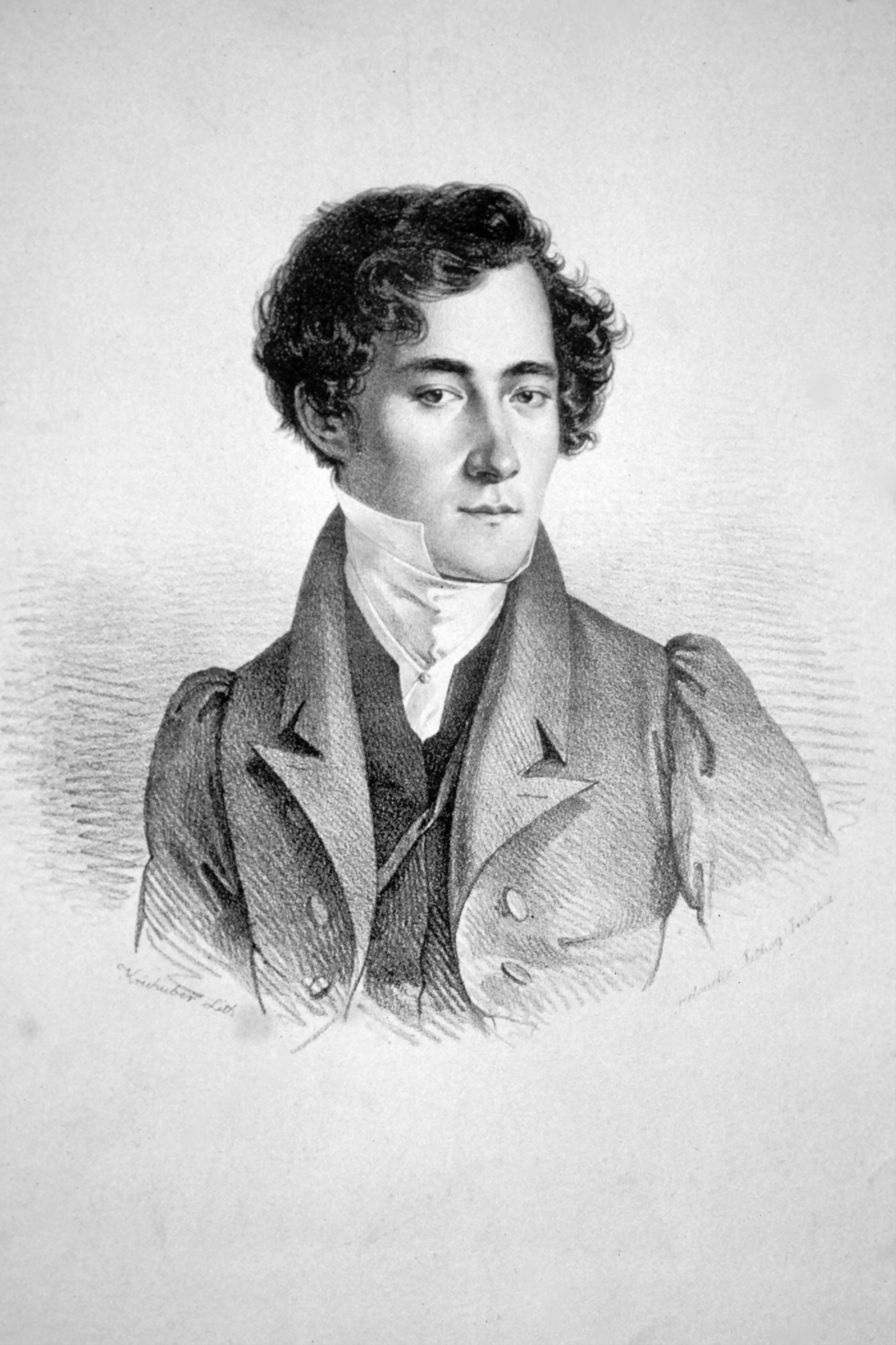
Johann Hoffmann, Lithographie von Josef Kriehuber, 1828

Johann Hoffmann (* 22. März 1803 in Wien; † 13. September 1865 ebenda) war ein österreichischer Sänger (Tenor) und Theaterleiter.

## Leben
Als Sohn eines Beamten trat er 1820 als Kanzleipraktikant in den Dienst des Wiener Magistrats. Seine Schwester Josepha (* 14. März 1811) heiratete 1840 den Violinisten Peregrin Feigerl (* 16. April 1803; † 8. Januar 1877). Daneben nahm er jedoch auch Gesangsunterricht bei dem Bruder der berühmten Tänzerin Fanny Elßler. 1826 debütierte er in der Titelrolle der Oper „Der Klausner am wüsten Berge“ am Kärntnertortheater. Hier verkörperte er große Tenorpartien wie den Titus, Othello, Fra Diavolo und Oberon. Als Sänger durchlief er folgende Engagements: Aachen (1829), Berlin (1829), St. Petersburg (1835) und Riga (1838). Von 1840 bis 1844 übernahm er die Direktion des dortigen Theaters. Von 1846 bis 1852 war er Leiter des Ständetheaters in Prag und von 1852 bis 1855 des Nationaltheaters in Frankfurt am Main. 1855 ersteigerte er für 126000 Gulden das Theater in der Josefstadt, das er bis 1865 leitete. Außerdem ließ er durch die berühmten Theaterarchitekten Ferdinand Fellner und Hermann Helmer das Thalia-Theater erbauen, das 1856 eröffnet wurde. Hier fand 1856 die Erstaufführung von Richard Wagners „Tannhäuser“ statt. Nach schweren  finanziellen Verlusten schloss Hoffmann am 10. Mai 1865 das Theater in der Josefstadt. Während der letzten Monate vor seinem Tode spielte er noch in Volksstücken im Thalia-Theater.
Hoffmann heiratete am 30. Januar 1830 die Sängerin Katharina Krainz-Hoffmann (Pseudonym: Maria Greis) (* 24. Februar 1809; † 4. Dezember 1857). Das Paar hatte eine Tochter, die Sängerin Jenny (Johanna) Hoffmann-Hardtmuth (* 25. Juli 1833; † März 1877), verheiratet mit dem Sänger Edmund Hardtmuth.
Nach dem Tod seiner ersten Frau heiratete er 1858 die Schauspielerin Marie Baumeister. Das Paar hatte eine Tochter, die als Marie Hoffmann-Baumeister ebenfalls Schauspielerin wurde.